# Ultrakonservatism
Ultrakonservatism betecknar en extrem form av konservatism. Vanligtvis brukar åsyftas politisk-religiösa rörelser som kompromisslöst strävar efter att återgå till ett samhälle byggt på traditionella normer och värderingar. Detta kan innebära överförande av politisk makt till religiösa institutioner för att sörja för en sådan samhällelig återgång. En ultra definieras av Nationalencyklopedin som "anhängare av ytterlighetsriktning, särskilt politiskt sådan och vanligen (starkt) konservativ".

## Exempel

### Politik
Ultrarojalister kallades den reaktionära högern i det franska parlamentet under Bourbonska restaurationen. De vägrade att acceptera franska revolutionens idéer om jämlikhet och ville i stället att det franska samhället skulle återgå till förrevolutionära förhållanden, vilket inkluderade återinförandet av den absoluta monarkin, adelns och kyrkans privilegier, idén att härskarens legitimitet utgick ifrån Gud samt övriga traditionella normer och värderingar som rådde i landet under 1700-talet.
Action française var en kontrarevolutionär politisk rörelse i Frankrike kring sekelskiftet 1900, som leddes av monarkisten Charles Maurras.
Konservative Revolution var en idéströmning i Tyskland under Weimarrepubliken med framträdande profiler såsom författaren Ernst Jünger och idéhistorikern Oswald Spengler.
Politiskt ultrakonservativa rörelser skall inte förväxlas med fascism, som var en separat ideologi och inte högerkonservativ. Den ende framstående konservative profil som uttryckligen stödde fascismen var den tyske statsvetaren Carl Schmitt.

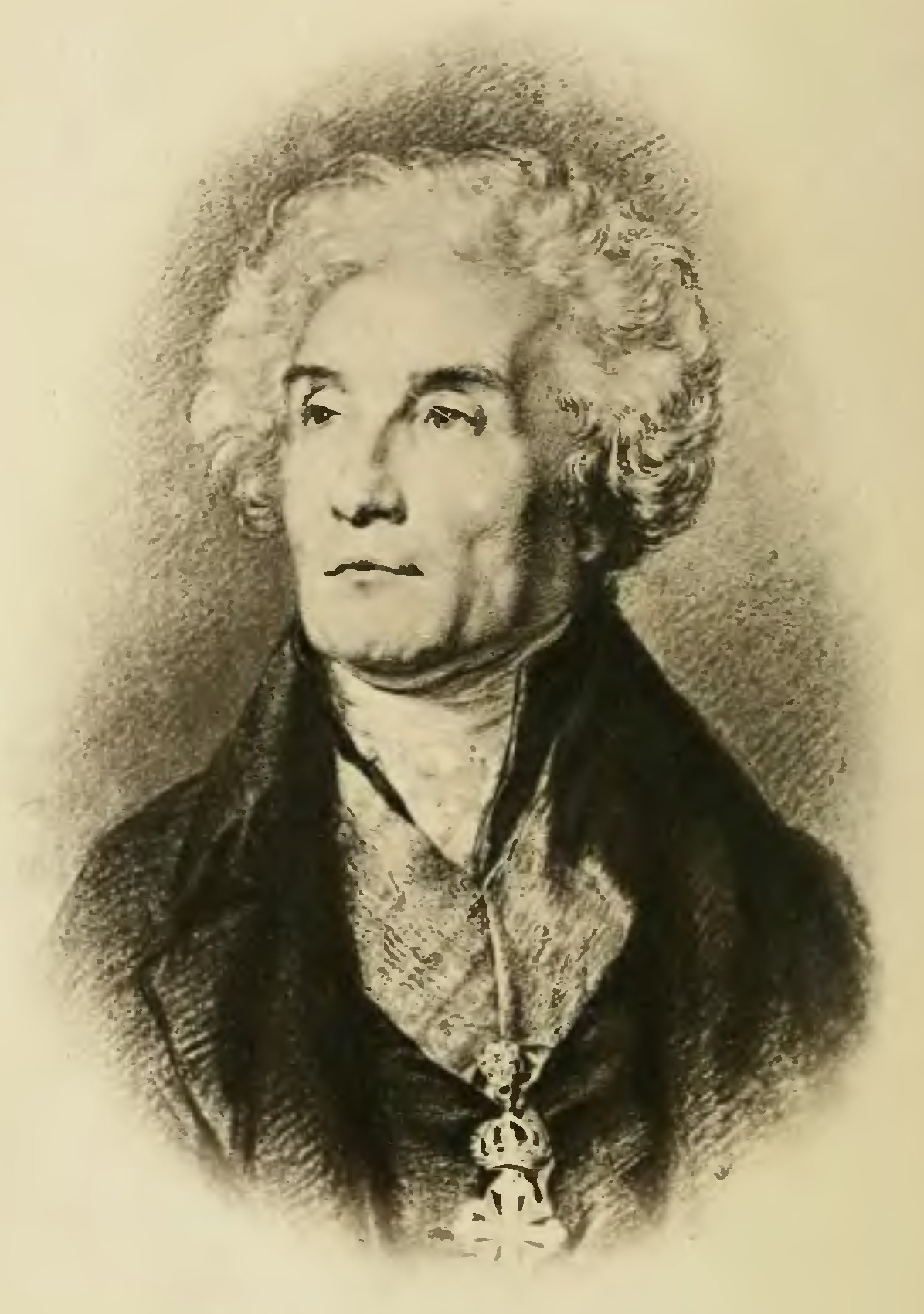
Joseph de Maistre (1753–1821) inspirerade ultramontanismen.

### Religion
Den konservative lärofadern Joseph de Maistre var en tidig inspiratör för ultramontanismen – den ultrakonservativa rörelse inom romersk-katolska kyrkan, som strävade efter att utöka påvens makt även utanför Italien. De ultramontana ville överföra makt inom katolska kyrkan till Rom och bedyrade påvens ställning gentemot andra kyrkliga institutioner. Rörelsen fick störst betydelse på 1800-talet, då den tog ställning mot de moderna nationalstaternas anspråk på att företräda alla sina medborgare och i stället framhävde påvens roll som katolikernas försvarare.
Den ultrakonservativa rörelsen Sankt Pius X:s prästbrödraskap motsätter sig alla former av modernisering av romersk-katolska kyrkan och dess medlemmar har förespråkat återupprättandet av absolut monarki i Frankrike.
De sunnimuslimska salafisterna, med grund i en strikt tolkning av religiösa texter, strävar efter en återgång till samhället som man menar att det såg ut under profeten Muhammeds tid. Talibanerna införde en på liknande världsåskådning baserad politik, när de tog makten i Afghanistan.